# Teemu Tainio
Teemu Tainio (ur. 27 listopada 1979 w Tornio) – fiński piłkarz.
Swoją karierę zaczął w małym klubie TP-47 w swoim rodzinnym mieście. W 1996 przeszedł do pierwszoligowego FC Haka. Po jednym sezonie, w którym zdobył puchar Finlandii, przeszedł do AJ Auxerre, w którym spędził następne osiem sezonów, wygrywając dwa Puchary Francji. Piłkarz często był kontuzjowany, w efekcie czego nie grał zbyt wiele. W 2005 Tainio przeszedł do Tottenham Hotspur. 23 lipca 2008 podpisał kontrakt z innym angielskim klubem, Sunderlandem. W sezonie 2009/2010 przebywał na wypożyczeniu w Birminghamie City, gdzie wystąpił w sześciu ligowych meczach. W 2010 roku został piłkarzem Ajaksu Amsterdam, a w 2011 roku – New York Red Bulls. W styczniu 2013 trafił do HJK Helsinki, a w lutym 2015 zakończył karierę.